# الن وان
الن وان (انگلیسی: Allen Van; ۳۰ مارس ۱۹۱۵ – ۲۷ اوت ۱۹۹۵) بازیکن هاکی روی یخ اهل ایالات متحده آمریکا بود.